# Бескильница расставленная
Бески́льница расста́вленная (лат. Puccinéllia dístans) — типовой вид рода Бескильница (Puccinellia).

## Распространение и экология
Исконно этот вид произрастал в Европе, однако в настоящее время он также присутствует в большом количестве в Северной Америке, где, возможно, является интродуцированным видом. Растёт во влажных местах, часто с засоленными почвами (галофиты), например, по обочинам дорог, подвергаемых противообледенительной обработке. 
Выдерживает чрезвычайно сильное засоление, но на сухих солончаках развивается плохо. 

## Ботаническое описание
Многолетнее травянистое растение, образующее полые стебли наибольшей высотой 40—60 см. На них располагаются соцветия (колосья), нижние из них имеют обёртку. На отходящих от главного стебля осях сидят вторичные колоски, содержащие цветки.

## Хозяйственное значение и применение
По кормовым качествам один из лучших злаков для степи и лесостепи. На пастбище прекрасно поедатся лошадьми и крупным рогатым скотом, немного хуже овцами, козами и верблюдами. В сене хорошо поедается всеми сельскохозяйственными животными. При укосе в фазе колошения по своей нежности может быть отнесено к лучшим сенам. К началу цветения сильно грубеет и поедается уже плохо. Во влажную погоду поедается удовлетворительно даже после цветения. После раннего стравливания (до цветения) даёт 25—30 % отавы от урожая первого стравливания, а при влажном лете отава может составить более 60 %.
В некоторых областях Северной Америки этот вид стал инвазивным.

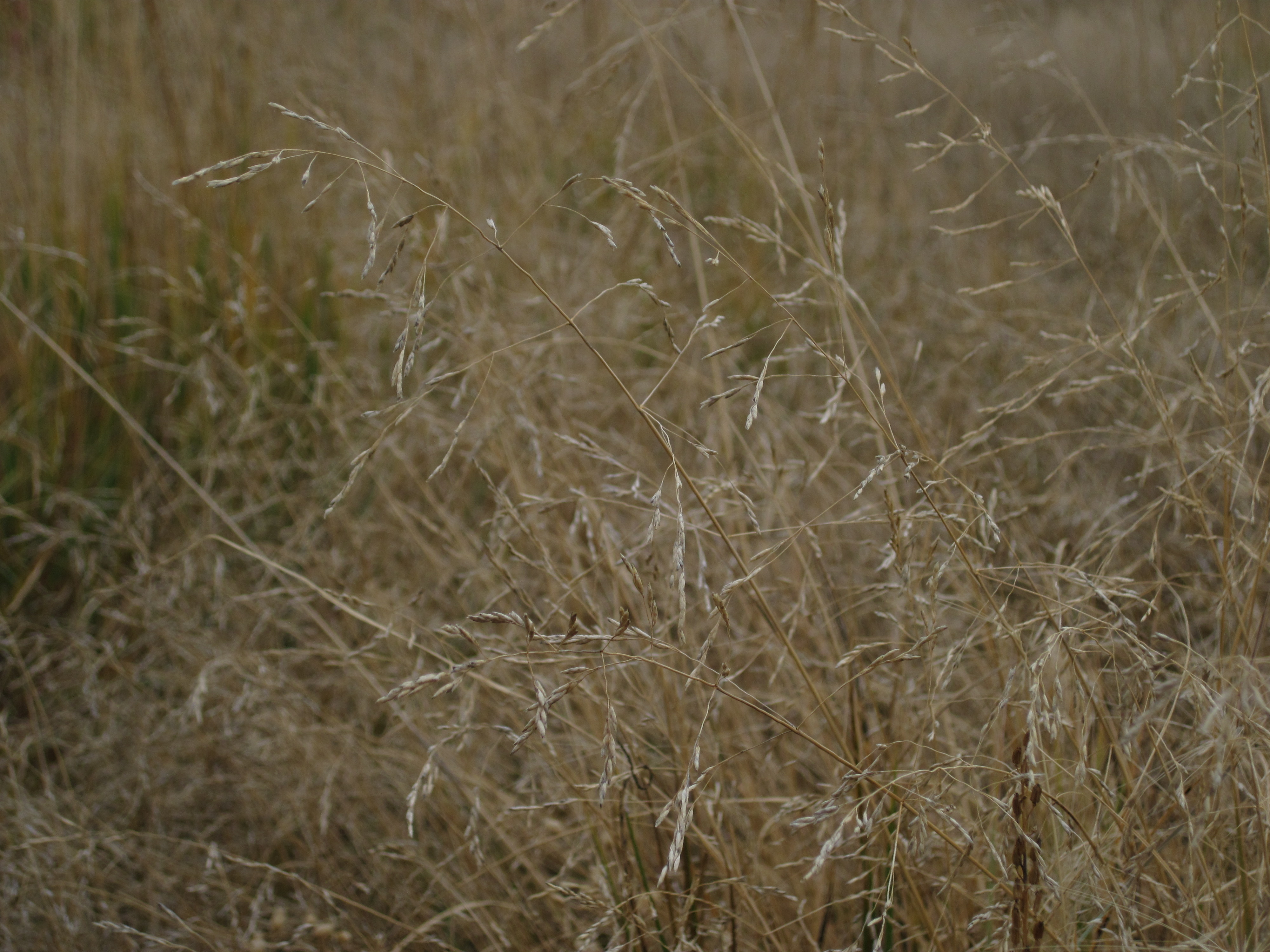
Бескильница расставленная

## Некоторые синонимы
- Puccinellia embergeri H.Lindb.
- Puccinellia filiformis Keng
- Puccinellia fontqueri (Maire) Ponert
- Puccinellia glauca (Regel) V.I.Krecz. ex Drobov[3]